# Distretto di Karkamış
Il distretto di Karkamış (in turco Karkamış ilçesi) è uno dei distretti della provincia di Gaziantep, in Turchia.